# Едуард Елгар
Сър Едуард Уилям Елгар (на английски: Sir Edward William Elgar; р. 2 юни 1857 – п. 23 февруари 1934) е английски композитор и диригент, роден в малкото градче Броудхийт и починал в Литъл Малвърн, и двете в графство Устършър, Англия. Работи и като цигулар, пианист, акомпанятор и органист. Някои от неговите първи големи творби за оркестър, включително Енигма вариациите и „Pomp and Circumstance Marches“, са посрещнати с голям отзвук. Той композира и оратории, камерна музика, симфонии, инструментални концерти и песни.
След смъртта на композитора в негова чест е издигната статуя в родния му град, намираща се близо до тамошната катедрала, на няколко метра от която е бил магазинът на бащата на Елгар. Паметници са издигнати още в Херефорд, както и в Грейт Малвърн (до фонтан, наречен „Енигма“).
Неговата къща е превърната в музей, посветен на живота и творчеството му.